# Pawn
Pawn é uma linguagem de script de código aberto e de quarta geração, criada em 1998 pela empresa CompuPhase. De influência da linguagem de programação C, Pawn teve duas distribuições: Small, a primeira distribuição da linguagem; e a atualmente usada, denominada Pawn.
A linguagem em si, foi designada para ser implementada em projetos onde se tem a liberdade de criar suas funções, normalmente usada para definir eventos, chamados Callbacks, que são registrados pela máquina virtual do projeto.

## Compilação
Pawn é uma linguagem compilável, ou seja, o seu código é transformado para linguagem de computador, que somente o intérprete da linguagem consegue entender.
O intérprete da linguagem, é a máquina virtual, onde o código passa a ser chamado de AMX.
AMX é interpretado como na linguagem de programação Assembly, assim, podendo ser interpretado com outras linguagens de programação de terceira geração, como por exemplo, C++.
A compilação é feita antes da execução, não como em certas linguagens de programação (como Squirrel e Lua, que a compilação é feita em run-time (em tempo de execução).

## Sintaxe
Pawn possui uma sintaxe simples baseada na linguagem de programação C. É case-sensitive, diferenciando letras maiúsculas de minúsculas.

### Declarações
As declarações em Pawn são typeless. Não precisamos diferenciar o tipo de variável ou função na declaração. Exceto com matrizes, que devemos declarar o número de células que a matriz pode usar (por a linguagem ter alocação estática, o valor de células é alocado na memória quando a máquina virtual é carregada).
Não precisamos definir uma variável em sua declaração. Quando declarada sem definição, possui o valor 0.
- Uma variável possui 4 bytes de tamanho por padrão em uma máquina x86 por cada célula que a mesma possui.
- A stack, por padrão, armazerna um máximo de 5000 células para variáveis locais.
- As variáveis globais são previamente alocadas no arquivo compilado.

#### Exemplo
```
new
 
inteiro
;
         
//um número inteiro de valor 0

new
 
Float
:
flutuante
;
 
//caso a biblioteca de Fixed Numbers esteja carregada

new
 
vetor
[
5
];
       
//uma vetor de 5 células

```

new=variavel
inteiro=nome da variavel

### Olá Mundo!
```
//declara a função print (que será carregada de sua biblioteca)

native
 
print
(
string
[]);

 

//entry point (ponto de entrada) do código, primeira função a ser executada

main
()

{

    
//imprime a string "Olá Mundo!"

    
print
(
"Olá Mundo!"
);

}

```

Normalmente, a maioria dos projetos que possuem a linguagem de programação Pawn implementada, têm a função "print", para imprimir uma string ao console/log/IDE do projeto.